# Обручева (источник)
Обручева (также — Бурун-кая, Обручевский источник) — источник в Крыму, в Бахчисарайском районе, в бассейне ручья Хору, за восточной окраиной села Баштановка, на высоте 191 м над уровнем моря; вода выходит из трещины в коренных породах.
Дебет источника по измерениям Николая Рухлова, опубликованным в работе 1915 года «Обзор речных долин горной части Крыма» — 74 000 вёдер в сутки при температуре воды 11,4 °C, по данным Обручева — 10—12 с/сек с температурой 11,3°.

## Название
Первое зафиксированное название источника — Бурун-кая (по скальному утёсу куэсты в 1,5 км западнее источника), встречается у Владимира Афанасьевича Обручева. В журнале «Крым» № 1 за 1925 год применено название Щелочный Источник в Пычхах. Источником Обручева впервые назван в брошюре С. В. Альбова «Минеральные источники Крыма» 1956 года, как и во втором издании. На Туристической карте Крыма 1956 года подписан как Обручевский. В издании «Гидрогеология СССР» 1971 года значится под № 130 как источник Бурун-кая: с. Баштановка, восходящий источник из известняковых мергелей с дебитом 10—12 л/сек..

## Описание
Источник был издавна известен окрестному населению и, по словам Обручева, в ханские времена возле него было нечто вроде дачи, от которой ещё сохранялись остатки фундамента. Прежде родник вытекал в нескольких местах на дне долины Хору, примерно в 650 саженях (1300—1400 м) от устья, и после летних дождей нередко заносился песком и галькой и выходил в новом месте. Впервые воду на анализ взял доктор Галай 15 октября 1915 года. Ранее долина принадлежала князю Юсупову (дача «Отрадное»), а в 1915 году была выкуплена консорциумом под руководством врача Галая для розлива и экспорта воды и обустройства курорта. На источнике был сооружён колодец, начаты работы по устройству каптажа (строительством руководил известный гидрогеолог Иван Мартынович Педдакас), в Москве проведён анализ воды, который показал следующее содержание солей (в граммах) в литре:
- гидрокарбонатов кальция — 0,307;
- гидрокарбонатов магния — 0,0168;
- гидрокарбонатов закиси железа — 0,0028;
- сернокислого кальция — 0,0129;
- сернокислого магния — 0,0199;
- хлористого кальция — 0,00129;
- хлористого натрия — 0,0090;
- азотнокислого калия — 0,0030.

Реакция воды была определена как щелочная, отмечалось выделение углекислоты. Доктор Галай выяснил, что вода полезна при проблемах печени и кишечника и рассылал воду своим пациентам. Весной 1917 года под руководством В. А. Обручева была проведена разведка в районе выхода минерального источника Бурун-Кая для выяснения условий каптажа. Было установлено, что восходящая разгрузка подземных вод связана с тектоническим трещинами северо-восточного простирания в мергелях верхнего мела и выявлено небольшое количество свободной углекислоты. Обручев приравнял местную воду к минеральной воде Эвиан. Развитию предприятия помешали революция и Гражданская война — все работы были прекращены осенью 1917 года, а в 1920 году имение национализировали. В статье 1924 года Обручев вновь возвратился к идее создания курорта и до 1941 года вёл переписку с Бахчисарайским райздравотделом об устройстве курорта у источника Бурун-кай-Су близ д. Пычки (Архив РАН, фонд 642). На 1956 год источник оставался в том же состоянии, что и в 1917 году. Время обустройства современного каптажа и строительства водопровода в Баштановку пока не определено.
К научному изучению источника учёные Крыма возвращались в 1958 году.